# Robert Walter McElroy
Robert Walter McElroy (San Francisco, 5 de fevereiro de 1954) é um prelado católico americano que foi elevado ao cardinalato pelo Papa Francisco em 2022 e é o Arcebispo de Washington desde 2025. Ele serviu como Bispo de San Diego de 2015 até 2025.
McElroy foi ordenado padre pela Arquidiocese de São Francisco em 1980. Mais tarde, ele recebeu diplomas teológicos avançados da Universidade de Santa Clara e da Pontifícia Universidade Gregoriana e escreveu artigos para a revista jesuíta América.

## Início da vida e educação
Robert McElroy nasceu em uma família católica em São Francisco, Califórnia, em 5 de fevereiro de 1954. Um dos cinco filhos, ele nasceu de Walter e Roberta McElroy. Ele cresceu no Condado de San Mateo. McElroy foi educado no Seminário St. Joseph's High School , administrado pelos Padres Sulpicianos, e depois de se formar, ingressou na Universidade de Harvard em 1972 para buscar educação fora do sistema de seminário.
McElroy obteve um BA em história pela Universidade de Harvard em 1975 e um MA em história americana pela Universidade de Stanford em 1976. Ele retornou ao seminário no outono de 1976 e em 1979 se formou no Seminário de St. Patrick , onde obteve o título de Mestre em Divindade. Em 12 de abril de 1980, McElroy foi ordenado sacerdote pelo Arcebispo John Raphael Quinn na Catedral de St. Mary para a Arquidiocese de São Francisco.
Após a ordenação, McElroy prosseguiu estudos mais avançados. Em 1985, obteve uma Licenciatura em Teologia Sagrada (STL) pela Escola Jesuíta de Teologia da Universidade de Santa Clara com uma tese intitulada Liberdade para a Fé: John Courtney Murray e a Questão Constitucional, 1942‍–‍1954.  Em 1986, obteve o título de Doutor em Teologia Sagrada (STD) em teologia moral pela Pontifícia Universidade Gregoriana com uma dissertação intitulada John Courtney Murray e a Crise Secular: Fundamentos para uma Teologia Pública Católica Americana. McElroy também recebeu o título de Doutor em Ciência Política por Stanford em 1989 com uma dissertação intitulada Moralidade e Política Externa Americana: O Papel das Normas Morais nos Assuntos Internacionais.
McElroy ensinou ética no Seminário e Universidade Saint Patrick em Menlo Park, Califórnia, e foi professor convidado de ética social na Universidade de São Francisco no outono de 2008.

## Sacerdócio
Uma vez ordenado em 1980, McElroy foi designado para uma posição pastoral na Paróquia de Santa Cecília em São Francisco, Califórnia. De 1982 a 1985, McElroy serviu como secretário do Arcebispo John Quinn.Em 1983, McElroy foi um dos três padres que redigiram um relatório para o Senado dos Padres Arquidiocesanos intitulado "Ministério e Sexualidade na Arquidiocese de São Francisco", que afirmava que "a orientação homossexual não é considerada uma condição pecaminosa", mas chamava as pessoas homossexuais a "[viver] as exigências da castidade dentro dessa orientação", endossando uma abordagem gradualista que "ajuda a pessoa a uma assimilação progressiva dos valores éticos da igreja".
Em um segmento da PBS de 1989 sobre a epidemia de AIDS, McElroy expressou oposição aos relacionamentos LGBT. Ele criticou o reconhecimento de casais LGBT como parcerias domésticas em São Francisco, argumentando que isso desestabilizava as estruturas familiares tradicionais. Ele declarou: "Isso prejudica a estabilidade da família. É a sociedade dizendo "não nos importamos se vocês vivem juntos, ou se são casados e criam uma família dentro do contexto do casamento."
De 1989 a 1995, foi vigário paroquial na Igreja de São Pio em Redwood City, Califórnia. Em 1995, o arcebispo Quinn nomeou McElroy vigário geral da arquidiocese, cargo que ocupou sob o arcebispo Quinn e o cardeal William Levada até 1997. Em 1996, McElroy foi nomeado prelado honorário pelo Papa João Paulo II.De 1997 a 2010, McElroy serviu como pastor da Igreja de São Gregório em San Mateo, Califórnia.
Em 2005, McElroy publicou um ensaio sobre a negação da Eucaristia a funcionários públicos por causa de suas posições políticas. Ele criticou aqueles que adotam o que ele chamou de "posição de sanções" por falta de "solicitude pastoral", observou a expansão dos motivos para sanções do aborto para a eutanásia e outras questões por uma diocese ou outra, questionou a falta de clareza sobre qual comportamento desencadeia sanções e citou as ocasiões em que João Paulo II distribuiu a Eucaristia a líderes políticos que favoreciam o aborto legalizado. Ele propôs que a tradicional "teologia do escândalo" da igreja deveria ser invocada em vez de empregar a prática eucarística como um meio de disciplina. Ele alertou que impor sanções a indivíduos prejudica a igreja ao parecer coercitivo, fortalece o argumento dos defensores do aborto de que a igreja está tentando impor suas crenças religiosas à sociedade em geral, minimiza a amplitude da agenda social da igreja e tende a "lançar a igreja como um ator partidário no sistema político americano".

## Episcopado

### Bispo Auxiliar de São Francisco
Em 6 de julho de 2010, McElroy foi nomeado bispo auxiliar da Arquidiocese de São Francisco e bispo titular de Gemellae em Bizacena pelo Papa Bento XVI. Em 7 de setembro de 2010, McElroy recebeu sua consagração episcopal do Arcebispo George Niederauer , com o Arcebispo Emérito Quinn e o Bispo John Wester servindo como co-consagradores. Como bispo auxiliar, McElroy foi o vigário arquidiocesano para a vida e desenvolvimento paroquial.
Escrevendo na América em 2014, McElroy argumentou que a ênfase do Papa Francisco na desigualdade no ensino social católico
Citação: não foi bem recebido por muitos católicos americanos, que criticaram sua declaração por ser radical, simplista e confusa. Essa rejeição contrasta fortemente com a recepção entusiasmada que o novo papa recebeu nos Estados Unidos. Desde o momento de sua eleição, o Papa Francisco capturou a atenção do povo americano com sua mensagem e maneira, mesmo quando nos desafiou a todos para uma profunda renovação e reforma em nossas vidas. Os americanos se animam com o chamado do papa para construir uma cultura eclesiástica que rejeite o julgamento; eles aplaudem as reformas estruturais no Vaticano; e admiram o foco contínuo de Francisco nas necessidades pastorais de homens e mulheres comuns.

### Bispo de San Diego

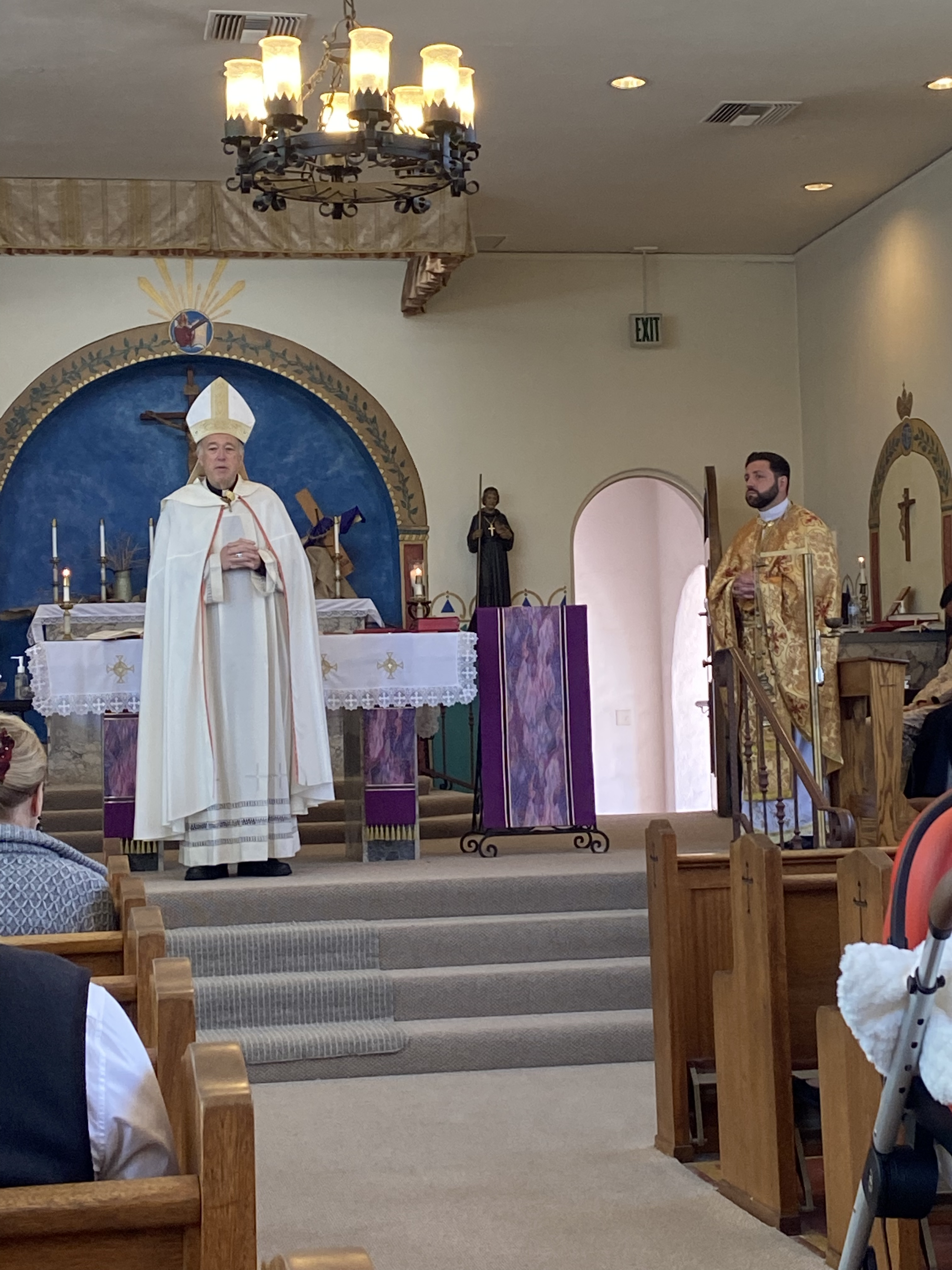
Bispo McElroy visitando a comunidade greco-católica ucraniana local de San Diego em 2022

Brasão como Bispo de San Diego antes de ser Cardeal 2015-2022

Brasão como Bispo de San Diego depois de ser Cardeal 2022-2025

Em 3 de março de 2015, McElroy foi nomeado o sexto bispo de San Diego por Francisco, sucedendo o falecido bispo Cirilo Flores . A diocese atende cerca de um milhão de católicos nos condados de San Diego e Imperial. Sua instalação ocorreu em 15 de abril de 2015, na Igreja Católica de Santa Teresa do Carmo.
McElroy é amplamente considerado um apoiador das políticas progressistas de Francisco. Ele escreveu com frequência e extensivamente sobre a desigualdade social e a missão de justiça social da Igreja. Em sua primeira aparição pública em San Diego, ele prometeu defender a causa dos sem-teto, apoiar uma reforma abrangente da imigração e proibir qualquer pessoa que tenha abusado de menores de servir no clero ou em outro emprego na diocese.
Em uma discussão sobre a formação do documento de 2015 "Formando Consciências para a Cidadania Fiel" pela Conferência dos Bispos Católicos dos Estados Unidos (USCCB), McElroy argumentou que o documento se concentrava excessivamente no aborto e na eutanásia . Ele disse que "junto com as questões do aborto e da eutanásia, que são questões centrais em nosso esforço para transformar este mundo, a pobreza e a degradação da Terra também são centrais. Mas este documento mantém a estrutura da visão de mundo de 2007. Ele se inclina a favor do aborto e da eutanásia e exclui a pobreza e o meio ambiente." Ele pediu que o documento fosse descartado completamente. Seus comentários teriam irritado visivelmente o cardeal Daniel DiNardo, que estava servindo como vice-presidente da USCCB e que mais tarde se tornou seu presidente.Em um discurso proferido em 17 de fevereiro de 2016, McElroy apelou aos católicos "para reconhecer e confrontar a maré feia de intolerância anti -islâmica " nos Estados Unidos. Ele denunciou como “falsidades repetidas” as alegações de que o Islão é uma religião violenta e comparou essas alegações ao anticatolicismo do século XIX na América.
McElroy é atualmente vice-presidente da Conferência Católica da Califórnia e atua na USCCB no comitê administrativo, no comitê ecumênico, no comitê de justiça doméstica e no comitê de assuntos internacionais.Em 2017, ele pregou na vigília da noite anterior à missa fúnebre do Arcebispo Quinn.
McElroy, como a maioria dos membros da hierarquia da Igreja, incluindo o Papa Francisco e a USCCB, se opôs aos planos do presidente dos EUA, Donald Trump, de construir um muro ao longo da fronteira entre o México e os Estados Unidos para limitar a imigração ilegal. Em março de 2018, Trump visitou a Califórnia para ver protótipos do muro. Após a visita, McElroy disse:
Citação: "É um dia triste para o nosso país quando trocamos o simbolismo majestoso e cheio de esperança da Estátua da Liberdade por um muro ineficaz e grotesco, que exibe e inflama as divisões étnicas e culturais que há muito tempo estão na sombra da nossa história nacional."
Em uma reunião de 2018, McElroy foi questionado por vários leigos católicos sobre um homem assumidamente gay, Aaron Bianco, que estava trabalhando na Paróquia de São João Evangelista. Em resposta a uma de suas perguntas, McElroy disse: "Se a Igreja eliminasse todos os funcionários que não estão vivendo os ensinamentos da Igreja em sua plenitude, estaríamos empregando apenas anjos."
Em 2020, três semanas antes da eleição presidencial dos EUA, McElroy criticou aqueles que questionavam a fé católica pessoal de Biden com base em suas posições sobre o aborto, caracterizando "a negação pública da identidade dos candidatos como católicos por causa de uma posição política específica que eles tomaram" como "um ataque ao significado do que é ser católico". McElroy disse que, embora os atos de aborto sejam intrinsecamente malignos, a legislação sobre isso é uma questão de julgamento prudencial, embora ele tenha notado que o compromisso de reduzir o número de abortos que ocorrem "foi eviscerado no Partido Democrata em uma capitulação às noções de privacidade que simplesmente bloqueiam a identidade humana e os direitos das crianças não nascidas". McElroy afirmou que a identidade católica não se sustenta ou cai em uma única posição política. O ensino social católico e a identidade abrangem coisas como solidariedade, compaixão, amor pela igreja e "ter um relacionamento cheio de graça com Deus".
Em 29 de maio de 2022, Francisco anunciou sua intenção de fazer de McElroy um cardeal em 27 de agosto de 2022. Em 27 de agosto de 2022, o Papa Francisco o fez Cardeal-Sacerdote de San Frumenzio ai Prati Fiscali.
Em setembro de 2024, McElroy emitiu uma política que proibia grupos cooperativos de educação domiciliar de usar instalações paroquiais dentro da diocese, alegando que isso "prejudicava a estabilidade das escolas católicas próximas e levava as pessoas a pensar que a Igreja está aprovando e promovendo escolas e programas alternativos específicos". Alguns criticaram esta decisão, por permitir que as paróquias alugassem espaço para escolas não católicas em uma "base caso a caso".

### Caso McCarrick
Em 2016, McElroy teve duas reuniões com o psicoterapeuta e especialista em abuso sexual clerical Richard Sipe, durante as quais Sipe fez alegações sobre bispos atuais e antigos. McElroy pediu a Sipe qualquer material corroborante para comprovar suas alegações. McElroy declarou mais tarde: "Perguntei se ele poderia compartilhar essas informações comigo, especialmente porque algumas de suas acusações envolviam pessoas ainda ativas na vida da Igreja. O Dr. Sipe disse que estava impedido de compartilhar informações documentais específicas que corroborassem suas alegações." Posteriormente, Sipe recebeu uma carta discutindo a suposta má conduta sexual do cardeal aposentado Theodore Edgar McCarrick e outros clérigos, disfarçada como uma grande doação, entregue pessoalmente no escritório de McElroy por um oficial de justiça . Além de entregar a carta a McElroy, Sipe publicou a carta publicamente em seu site.
Uma grande variedade de alegações de agressão sexual contra adultos e menores contra McCarrick se tornaram de conhecimento público em junho de 2018, depois que uma alegação de abuso sexual de um menor foi considerada credível pelo Vaticano.Posteriormente, McElroy divulgou uma declaração na qual reconheceu ter se encontrado com Sipe e recebido sua carta, mas afirmou que "Depois de ler [a carta], escrevi ao Dr. Sipe e disse a ele que sua decisão de contratar um oficial de justiça que operava sob falsos pretextos, e sua decisão de copiar sua carta para mim para um amplo público, tornaram mais conversas em um nível de confiança impossível." McElroy afirmou ainda que
Citação: "O Dr. Sipe fez muitas contribuições significativas para a compreensão das dimensões do abuso sexual do clero nos Estados Unidos e para a assistência às vítimas. Mas as limitações na sua vontade de partilhar informações corroborantes tornaram impossível saber o que era real e o que era rumor."
Um artigo de 2018 na América relatou que "[McElroy] disse que o material que recebeu do Sr. Sipe foi repassado aos órgãos governamentais competentes em Roma".

### Eucaristia, LGBT
Na América , McElroy apelou para uma mudança na disciplina sacramental relacionada com a recepção da comunhão por pessoas LGBT sexualmente activas . Ele enfatizou "o lugar privilegiado" da consciência e que a actividade sexual não está no cerne da hierarquia das verdades. Ele também disse: "A distinção entre orientação e actividade não pode ser o foco principal para tal abraço pastoral porque sugere inevitavelmente a divisão da comunidade LGBT entre aqueles que se abstêm da actividade sexual e aqueles que não o fazem."
Em um discurso de fevereiro de 2024, McElroy disse que grande parte da oposição à Fiducia Supplicans era baseada em "animus duradouro" contra gays e lésbicas. Ele disse ainda que a Fiducia Supplicans era parte de um "movimento em direção à descentralização" na Igreja Católica. Ele acrescentou: "Testemunhamos a realidade de que bispos de várias partes do mundo tomaram decisões rapidamente divergentes sobre a aceitabilidade de tais bênçãos em seus países".

### Arcebispo de Washington
Em 6 de janeiro de 2025, foi elevado a arcebispo metropolitano de Washington.Tomou posse no dia 11 de março de 2025